# Castroponce
Castroponce è un comune spagnolo di 178 abitanti situato nella comunità autonoma di Castiglia e León.